# Charlotte Legault
Charlotte Legault (* 4. Juni 1991 in Pointe-Claire, Québec) ist eine kanadische Schauspielerin. Sie ist auch als Sängerin tätig.

## Leben
Legault wurde am 4. Juni 1991 in Pointe-Claire, nach anderen Angaben in Montreal, geboren. Sie ist mit Englisch und Französisch als Muttersprachen bilingual aufgewachsen und spricht Deutsch und Italienisch fließend. Ab ihrem neunten Lebensjahr nahm sie erfolgreich an Turnwettbewerben teil und nahm Ballettunterricht. Ab ihrem 13. Lebensjahr sammelte sie erste Erfahrungen als Schauspielerin in mehreren Vorsprechen.
2005 debütierte Legault in zwei Episoden der Fernsehserie La promesse in der Rolle der Isabelle Chamberland als Fernsehschauspielerin. In den folgenden sieben Jahren erhielt sie mehrere Rollenbesetzungen in Spiel- und Kurzfilmproduktionen sowie Fernsehserien. Von 2012 bis 2013 stellte sie die Rolle der Mélissa in 16 Episoden der Fernsehserie Elternalarm – Die Familie Parent dar. Im Fernsehzweiteiler Exploding Sun – Wenn die Sonne explodiert, der im Jahr 2013 erschien, stellte sie  die Rolle der Lara Mathany dar. Von 2014 bis 2015 war sie in der wiederkehrenden Rolle der Audrey Allard Fraser in 25 Episoden der Fernsehserie Subito Texto zu sehen. Von 2016 an stellte sie die Doppelrolle der Nadia / Amélie Bérubé in der Fernsehserie District 31 dar. Bis 2021 spielte sie in insgesamt 118 Episoden mit. Eine weitere wiederkehrende Rolle stellte sie von 2020 bis 2022 in Transplant als Melissa Douglas-Hunter dar. 2023 wirkte sie in der Fernsehserie Als ich als Vampir aufwachte mit.

## Filmografie (Auswahl)
- 2005: La promesse (Fernsehserie, 2 Episoden)
- 2006: Annie et ses hommes (Fernsehserie, Episode 4x16)
- 2007: La capture
- 2008: Fred Vargas (Fernsehserie, 2 Episoden)
- 2008: Derrière moi
- 2010: Cutex (Kurzfilm)
- 2010: Les choix de Fanny et d’Alex (Kurzfilm)
- 2011: Jack of Diamonds (Fernsehfilm)
- 2012: Le vert hiver (Kurzfilm)
- 2012–2013: Elternalarm – Die Familie Parent (Les Parent, Fernsehserie, 16 Episoden)
- 2013: Exploding Sun – Wenn die Sonne explodiert (Exploding Sun, Fernsehzweiteiler)
- 2014: Alone Inside (Kurzfilm)
- 2014: Being Human (Fernsehserie, 2 Episoden)
- 2014–2015: Subito Texto (Fernsehserie, 25 Episoden)
- 2015: Ces gars-là (Fernsehserie, Episode 2x02)
- 2015: Murdoch Mysteries – Auf den Spuren mysteriöser Mordfälle (Murdoch Mysteries, Fernsehserie, Episode 8x15)
- 2015: Natural Born Outlaws (Fernsehdokuserie, Episode 1x03)
- 2016: Scrap (Kurzfilm)
- 2016–2021: District 31 (Fernsehserie, 118 Episoden)
- 2017: Transmitter Receiver (Kurzfilm)
- 2018: Die verlorene Tochter (Separated at Birth, Fernsehfilm)
- 2019: Cerebrum (Fernsehserie, 3 Episoden)
- 2019: The Twentieth Century
- 2019: The Maids Will Come on Monday (Kurzfilm)
- 2020: Christmas Ever After (Fernsehfilm)
- 2020–2022: Transplant (Fernsehserie, 9 Episoden)
- 2023: Als ich als Vampir aufwachte (I Woke Up a Vampire, Fernsehserie, 10 Episoden)